# (192) Nausikaa
(192) Nausikaa – planetoida z pasa głównego asteroid okrążająca Słońce w ciągu 3 lat i 267 dni w średniej odległości 2,4 j.a. Została odkryta 17 lutego 1879 roku w Austrian Naval Observatory (Pula, półwysep Istria) przez Johanna Palisę. Nazwa planetoidy pochodzi od Nauzykai, córki Alkinoosa, króla Feaków w mitologii greckiej.